# Wilsing (cràter)
Wilsing és un cràter d'impacte situat a la cara oculta de la Lluna. Es troba just al nord del cràter Plummer, i més a nord de l'enorme plana emmurallada d'Apollo, just a l'interior de la vora de la immensa Conca Aitken.

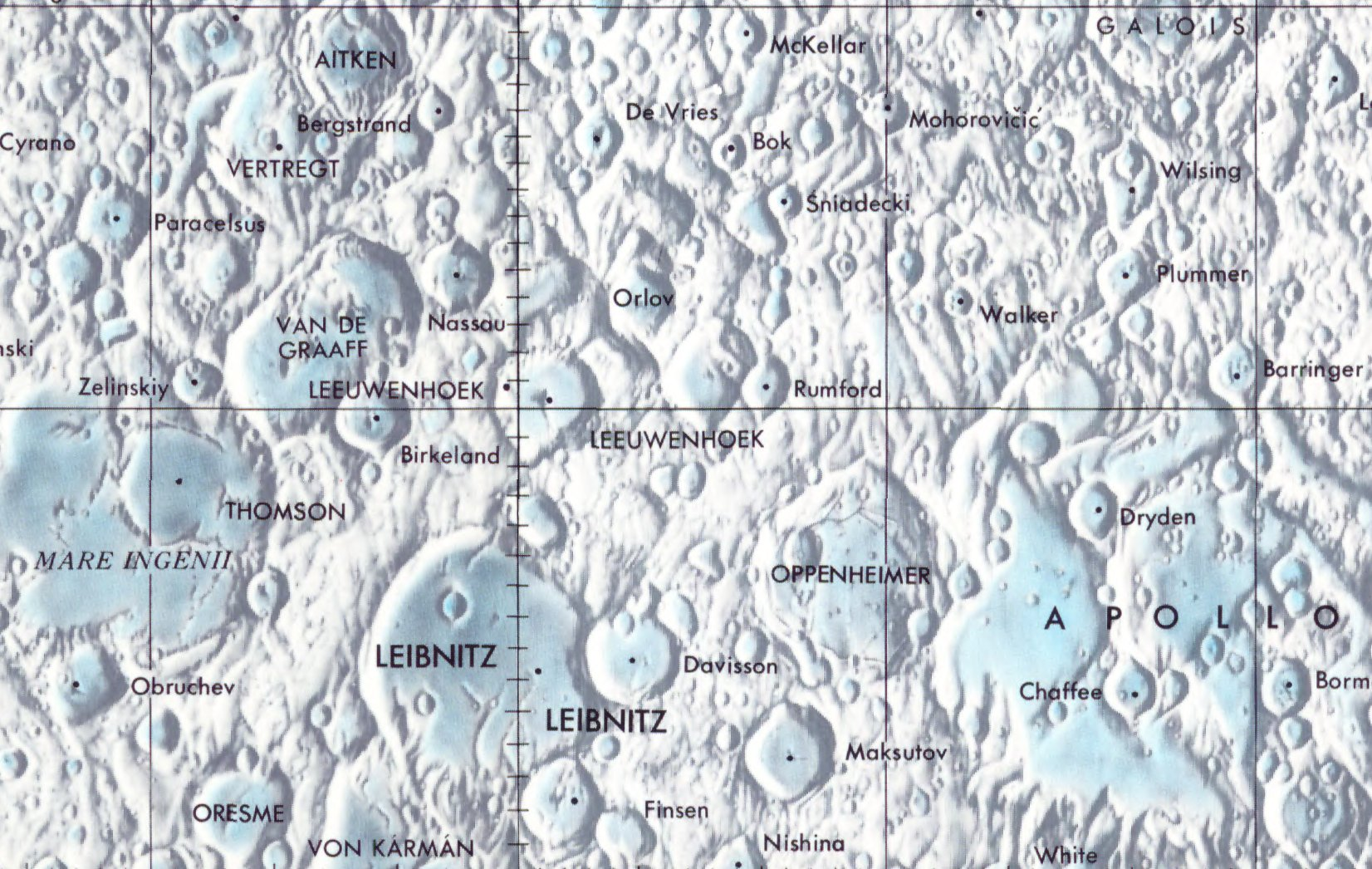
Localització de Wilsing (quadrant superior dret de la imatge)
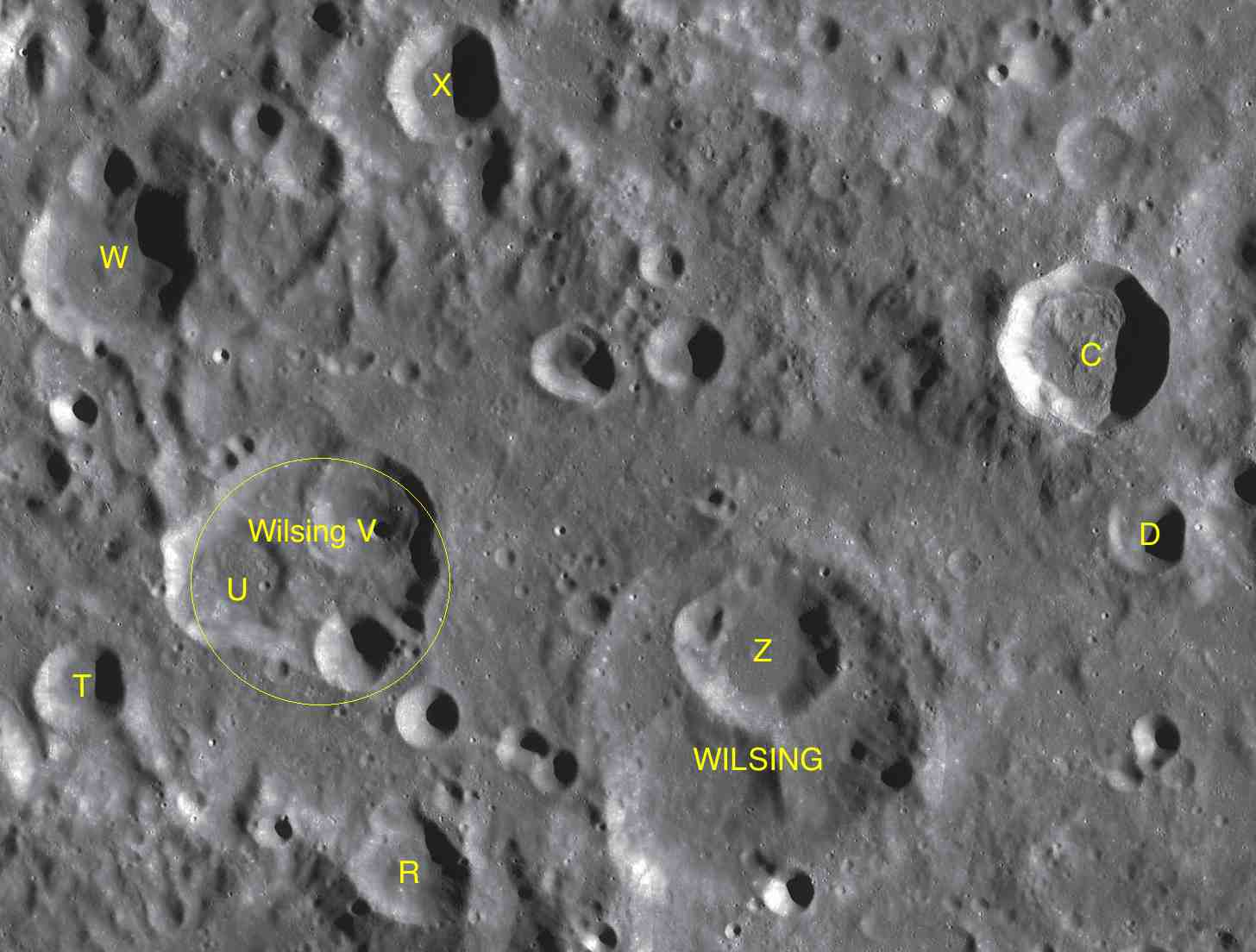
Cràters satèl·lits

És una formació molt desgastada, amb el cràter satèl·lit més petit Wilsing Z situat de forma destacada a través de la meitat nord del sòl interior. La vora de Wilsing s'estén cap a l'exterior a la cara de nord-est, i amb alguns petits cràter sobre la vora a l'oest i al sud. El sòl interior és una mica desigual, amb la part més anivellada al sud-sud-oest.

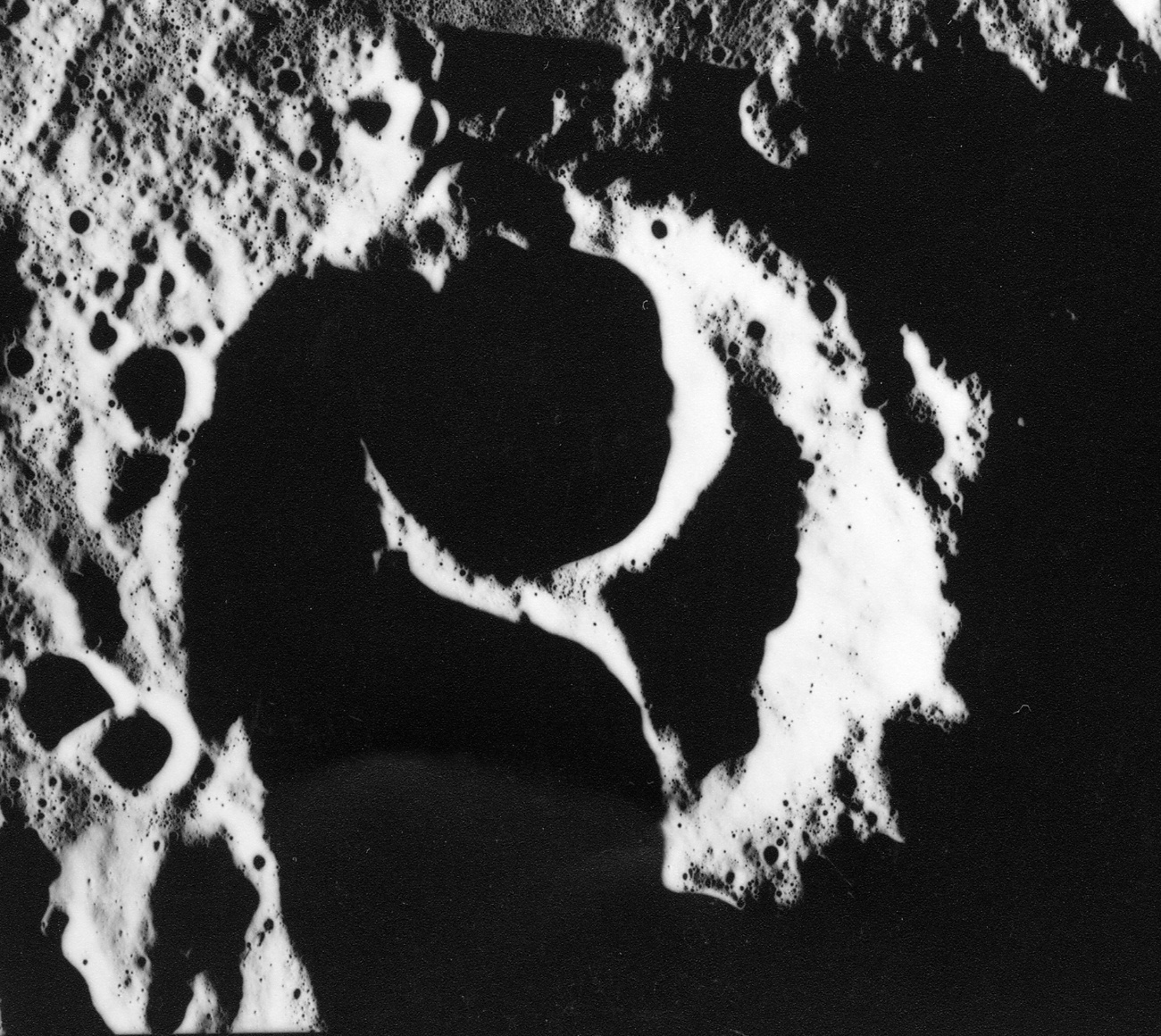
Imatge de Wilsing al pas del terminador des del Apollo 17
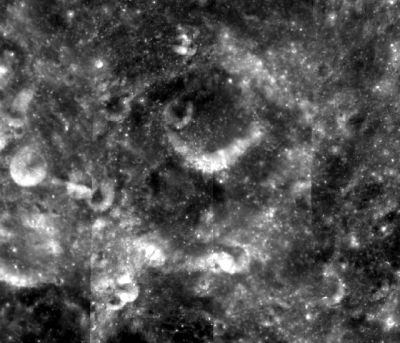
Fotografia de la missió Clementine (1994)

## Cràters satèl·lits
Per convenció aquests elements són identificats en els mapes lunars posant la lletra en el costat del punt central del cràter que està més proper a Wilsing.
| Wilsing | Coordenades                            | Diàmetre |
| ------- | -------------------------------------- | -------- |
| C       | 19° 00′ S, 153° 00′ O / 19.0°S,153.0°O | 33 km    |
| D       | 20° 00′ S, 152° 36′ O / 20.0°S,152.6°O | 15 km    |
| R       | 22° 30′ S, 157° 30′ O / 22.5°S,157.5°O | 24 km    |
| T       | 21° 18′ S, 159° 54′ O / 21.3°S,159.9°O | 19 km    |
| U       | 20° 36′ S, 158° 54′ O / 20.6°S,158.9°O | 26 km    |
| V       | 20° 30′ S, 158° 12′ O / 20.5°S,158.2°O | 51 km    |
| W       | 18° 30′ S, 159° 48′ O / 18.5°S,159.8°O | 36 km    |
| X       | 17° 24′ S, 157° 24′ O / 17.4°S,157.4°O | 23 km    |
| Z       | 20° 54′ S, 155° 12′ O / 20.9°S,155.2°O | 30 km    |